# Pista disjuncta
Pista disjuncta är en ringmaskart som beskrevs av Moore 1923. Pista disjuncta ingår i släktet Pista och familjen Terebellidae. Inga underarter finns listade i Catalogue of Life.